# Regime di Quisling
Regime di Quisling e Governo di Quisling sono le denominazioni non ufficiali con cui viene normalmente indicato il Governo Nazionale (in norvegese: Den nasjonale regjering) nel periodo tra il febbraio 1942 ed il 1945. Quest'ultimo era un governo collaborazionista fascista guidato da Vidkun Quisling nella Norvegia occupata dai tedeschi durante la seconda guerra mondiale.
Il Governo Nazionale guidava de iure la Norvegia in regime di diarchia col Reichskommissariat Norwegen, ma de facto era quest'ultimo, capeggiato da Josef Terboven, a detenere il potere esecutivo.
Dato l'uso del termine quisling, il nome regime di Quisling, può essere utilizzato anche come termine dispregiativo, riferito a regimi politici percepiti come governi fantoccio traditori imposti dall'occupazione di nemici stranieri.

## Colpo di stato del 1940
Il 9 aprile 1940, giorno di avvio della Campagna di Norvegia, Vidkun Quisling tentò un colpo di stato contro il governo norvegese. Alle 19:32 visitò infatti gli studi della Norwegian Broadcasting Corporation, dai quali diffuse una trasmissione radiofonica tramite la quale si proclamava Primo Ministro ed ordinava alla resistenza di cessare le ostilità. All'interno della medesima comunicazione, annunciava inoltre la presa di potere sua e del suo partito Unione Nazionale giustificando l'azione come "diritto e dovere" vista la rinunzia al potere da parte del governo di Nygaardsvold. Quest'ultimo si era in realtà semplicemente trasferito presso Elverum (a circa 50 km da Oslo) e stava conducendo negoziati con i tedeschi.
Il giorno successivo, l'ambasciatore tedesco Curt Bräuer si recò a Elverum chiedendo al sovrano norvegese Haakon VII di tornare ad Oslo e nominare formalmente Quisling primo ministro. Il Re di Norvegia volle però evitare quest'atto e si giustificò affermando che i sovrani norvegesi non avevano la facoltà di prendere decisioni politiche in autonomia. In una riunione di governo tenutasi quella notte, Haakon VII affermò di non poter nominare Quisling primo ministro in quanto né il popolo e né il parlamento norvegese riponevano fiducia nel Fører giungendo ad affermare che avrebbe preferito abdicare piuttosto che piegarsi a questa richiesta. Nel frattempo la notizia del colpo di stato era giunta sino alla sede provvisoria del governo norvegese e, dinanzi al fallimento delle trattative, il governo sconsigliò all'unanimità di nominare Quisling primo ministro.
Quisling cercò di far arrestare il governo di Nygaardsvold, ma l'ufficiale a cui affidò l'incarico di eseguire l'arresto ignorò il mandato. Si risolse in egual fallimento anche il tentativo di ottenere il controllo delle forze di polizia di Oslo portando al fallimento del colpo di stato in soli sei giorni. Nonostante l'iniziale appoggio tedesco, Quisling dovette rinunciare al suo progetto lasciando il posto al Consiglio di amministrazione (Administrasjonsrådet). Quest'ultimo era stato costituito il 15 aprile da membri della Corte suprema ed aveva ricevuto consensi da parte di imprenditori norvegesi e Bräuer, con a capo Ingolf Elster Christensen, fino al 25 settembre 1940.
Era stato istituto intanto il Reichskommissariat Norwegen, con Josef Terboven nominato Governatore generale (Reichskommissar), l'incarico più elevato in Norvegia, agli ordini diretti del Führer. 
Terboven volle assicurarsi che non ci sarebbe stato spazio nel governo per il Nasjonal Samling né per il suo leader Quisling, con il quale non andava d'accordo. Alla fine del 1940 la monarchia fu sospesa, sebbene il parlamento norvegese e un organo simile a un gabinetto di governo fossero rimasti.
Il 5 dicembre 1940 Quisling volò a Berlino per negoziare il futuro dell'indipendenza della Norvegia.  Quando tornò il 13 dicembre, aveva accettato di reclutare volontari per combattere con le Schutzstaffel tedesche (SS).
A gennaio 1941, il capo delle SS Heinrich Himmler si è recato in Norvegia per supervisionare i preparativi. Quisling credeva chiaramente che se la Norvegia avesse sostenuto la Germania nazista sul campo di battaglia, non ci sarebbe stato motivo per la Germania di annetterla.

## Ministro presidente
Nel gennaio 1942 Terboven annunciò che l'amministrazione tedesca sarebbe stata liquidata. Poco dopo disse a Quisling che Hitler aveva approvato il trasferimento del potere, previsto per il 30 gennaio e, formalmente dal 1º febbraio 1942, Quisling fu nominato ministro presidente della Norvegia, accanto al commissario Terboven.
Il 12 marzo 1942 la Norvegia divenne ufficialmente uno Stato a partito unico.

### Politica
Una delle prime azioni di Quisling fu la reintroduzione del divieto di ingresso degli ebrei in Norvegia, provvedimento che in precedenza faceva parte della seconda Costituzione dal 1814 al 1851.
Le due delle prime leggi del regime di Quisling, entrambe firmate il 5 febbraio 1942, portarono a massicce proteste dei genitori, gravi scontri con gli insegnanti e un crescente conflitto con la Chiesa in Norvegia. Le scuole furono chiuse per un mese e, nel marzo 1942, circa 1.100 insegnanti furono arrestati dalla polizia norvegese per essere mandati nelle prigioni o nei campi di concentramento tedeschi, mentre altri 500 insegnanti circa furono costretti ad andare a Kirkenes dove diventarono operai edili per gli occupanti tedeschi.

### Obiettivo di indipendenza
Nonostante la creazione ufficiale del Governo di Quisling, la Norvegia continuò de facto ad essere governata da Josef Terboven, Reichskommissar della Norvegia, il quale deteneva poteri assoluti e prendeva ordini solamente da Adolf Hitler, succeduto negli ultimi giorni dal Reichskommissar reggente Franz Böhme.
Quisling desiderava però il riconoscimento dell'indipendenza norvegese e a tal proposito fece costante pressione sul dittatore tedesco e sul Reichskommissar della regione. L'obiettivo di Quisling era infatti la fine dell'occupazione tedesca della Norvegia che doveva effettuarsi in seguito ad un trattato di pace ed il riconoscimento da parte tedesca della sovranità norvegese. Il desiderio di indipendenza non voleva però sancire la fine dei rapporti fra Germania e Norvegia ed era infatti desiderio di Quisling sia aderire al Patto Anti-Comintern che mandare soldati, disponibili in seguito alla reintroduzione del servizio nazionale in Norvegia, a combattere fianco a fianco con le potenze dell'Asse.
Quisling sostenne anche l'idea di un'unione paneuropea che fosse guidata e non dominata dalla Germania. Questa unione avrebbe avuto luogo in campo economico con l'introduzione di una valuta ed un mercato comuni.
Il Fører presentò ripetutamente i suoi piani a Hitler tramite promemoria e colloqui con il dittatore tedesco, la prima volta il 13 febbraio 1942 alla Cancelleria del Reich a Berlino e l'ultima volta il 28 gennaio 1945, sempre nel medesimo luogo. Tutte le idee di Quisling furono respinte da Hitler il quale non voleva siglare accordi permanenti prima della conclusione della guerra. Inoltre, i progetti di Quisling andavano contro il desiderio del Führer di una annessione assoluta della Norvegia alla Germania come provincia più settentrionale di un Grande Reich germanico. Ciò nonostante però, il dittatore tedesco promise, in una riunione tenutasi nell'aprile 1943, che al termine della guerra la Norvegia avrebbe riacquisito la sua indipendenza.

### Rivendicazioni territoriali
Il Governo Nazionale guardava con nostalgia all'Alto Medioevo della storia del paese, periodo durante il quale il territorio norvegese si estendeva oltre i suoi attuali confini. Quisling prevedeva un'estensione dello stato norvegese mediante l'annessione della penisola di Kola (che ospitava una piccola minoranza norvegese), in modo da poter creare una Grande Norvegia che coprisse l'intera costa nord europea. Si prevedeva inoltre un'ulteriore espansione nella Finlandia settentrionale, per collegare la penisola di Kola con il Finnmark. I capi del partito Unione Nazionale avevano opinioni divergenti circa il confine finnico-norvegese del dopoguerra, ma era allo studio la potenziale annessione norvegese almeno dei comuni finlandesi di Petsamo e Inari.
Le pubblicazioni dell'Unione Nazionale chiedevano infine l'annessione delle province svedesi storicamente norvegesi di Jämtland e Härjedalen. Nel marzo 1944, Quisling incontrò il generale della Wehrmacht Rudolf Bamler ed esortò i tedeschi ad invadere la Svezia dalla Lapponia finlandese e dal Baltico onde prevenire un eventuale ingresso in guerra da parte svedese al fianco degli Alleati. La proposta di Quisling venne inviata sia al capo dell'OKW Alfred Jodl che al capo delle SS Heinrich Himmler.
Era infine in progetto la fine delle questioni irredentiste tramite l'annessione delle Fær Øer, dell'Islanda, delle Orcadi, delle Shetland, delle Ebridi Esterne (storicamente parte del regno norreno di Mann) e della Terra di Francesco Giuseppe. La maggior parte di questi territori erano passati sotto il dominio danese in seguito allo scioglimento della Danimarca-Norvegia nel 1814, mentre i restanti erano ex insediamenti dell'era vichinga. La Norvegia aveva già rivendicato una parte della Groenlandia orientale nel 1931, ma la rivendicazione è stata estesa durante il periodo di occupazione per coprire la Groenlandia nel suo insieme. Durante la primavera del 1941, Quisling elaborò piani per "riconquistare" l'isola utilizzando una unità operativa di cento uomini, ma i tedeschi ritennero questo piano irrealizzabile.
Dopo l'invasione tedesca dell'Unione Sovietica furono fatti i preparativi per stabilire colonie norvegesi nella Russia settentrionale. Quisling designò l'area riservata alla colonizzazione norvegese come Bjarmeland, un riferimento al nome presente nelle saghe norrene per la Russia settentrionale.
Nonostante le prospettive della guerra fossero sempre più terribili nel 1943 e nel 1944, la posizione di Nasjonal Samling a capo del governo, nonostante il suo rapporto ambiguo con il Reichskommissariat, rimase inattaccabile. Tuttavia, i tedeschi esercitarono un controllo crescente sulla legge e sull'ordine in Norvegia.

### Scioglimento
Il Regime di Quisling cessò di esistere nel 1945 in concomitanza con la fine della seconda guerra mondiale in Europa. 
Vidkun Quisling mantenne l'incarico fino al suo arresto, avvenuto il 9 maggio 1945 in una residenza a Oslo. Oltre a Quisling vennero arrestati e processati numerosi altri collaboratori dei nazisti, e tedeschi accusati di crimini di guerra.
Il 20 agosto l'ex Fører venne processato dal governo di unificazione norvegese per numerosi crimini giungendo alla condanna a morte il 10 settembre 1945, insieme con altri due dirigenti del Nasjonal Samling, Albert Viljam Hagelin e Ragnar Skancke.
L'esecuzione ebbe luogo tramite fucilazione il 24 ottobre 1945.